# Saint-Girons-d'Aiguevives
Pour les articles homonymes, voir Saint-Girons et Aïgue.
Saint-Girons-d'Aiguevives est une commune du Sud-Ouest de la France, située dans le département de la Gironde, en région Nouvelle-Aquitaine.
Les habitants en sont les Saint-Gironnais

## Géographie

### Communes limitrophes
Les communes limitrophes sont Générac, Berson, Saint-Christoly-de-Blaye, Saint-Paul et Saugon.
|            | Générac                   | Saugon                   |
| Saint-Paul | Saint-Girons-d'Aiguevives | Saint-Christoly-de-Blaye |
|            | Berson                    |                          |

Représentations cartographiques de la commune
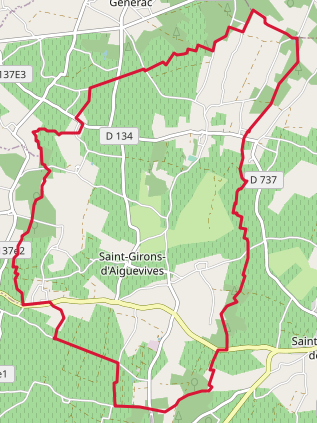
Carte OpenStreetMap.
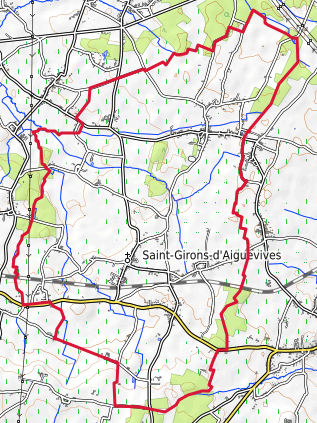
Carte topographique.
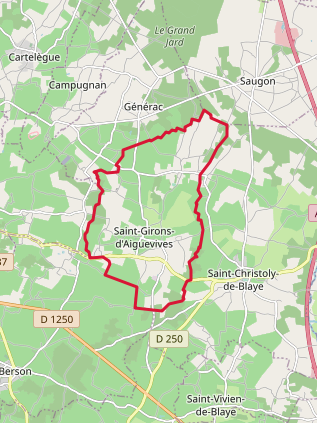
Carte avec les communes environnantes.

### Climat
Pour des articles plus généraux, voir Climat de la Nouvelle-Aquitaine et Climat de la Gironde.
Historiquement, la commune est exposée à un climat océanique aquitain.  
En 2020, Météo-France publie une typologie des climats de la France métropolitaine dans laquelle la commune est exposée à un climat océanique et est dans la région climatique  Aquitaine, Gascogne, caractérisée par une pluviométrie abondante au printemps, modérée en automne, un faible ensoleillement au printemps, un été chaud (19,5 °C), des vents faibles, des brouillards fréquents en automne et en hiver et des orages fréquents en été (15 à 20 jours).
Pour la période 1971-2000, la température annuelle moyenne est de 13 °C, avec une amplitude thermique annuelle de 14,3 °C. Le cumul annuel moyen de précipitations est de 911 mm, avec 12,5 jours de précipitations en janvier et 6,8 jours en juillet. Pour la période 1991-2020, la température moyenne annuelle observée sur la station météorologique la plus proche, située sur la commune de Saint-Savin à 7,31 km à vol d'oiseau, est de 13,9 °C et le cumul annuel moyen de précipitations est de 835,2 mm,. Pour l'avenir, les paramètres climatiques de la commune estimés pour 2050 selon différents scénarios d’émission de gaz à effet de serre sont consultables sur un site dédié publié par Météo-France en novembre 2022.

## Urbanisme

### Typologie
Au 1er janvier 2024, Saint-Girons-d'Aiguevives est catégorisée commune rurale à habitat dispersé, selon la nouvelle grille communale de densité à sept niveaux définie par l'Insee en 2022.
Elle est située hors unité urbaine. Par ailleurs la commune fait partie de l'aire d'attraction de Bordeaux, dont elle est une commune de la couronne,. Cette aire, qui regroupe 275 communes, est catégorisée dans les aires de 700 000 habitants ou plus (hors Paris),.

### Occupation des sols

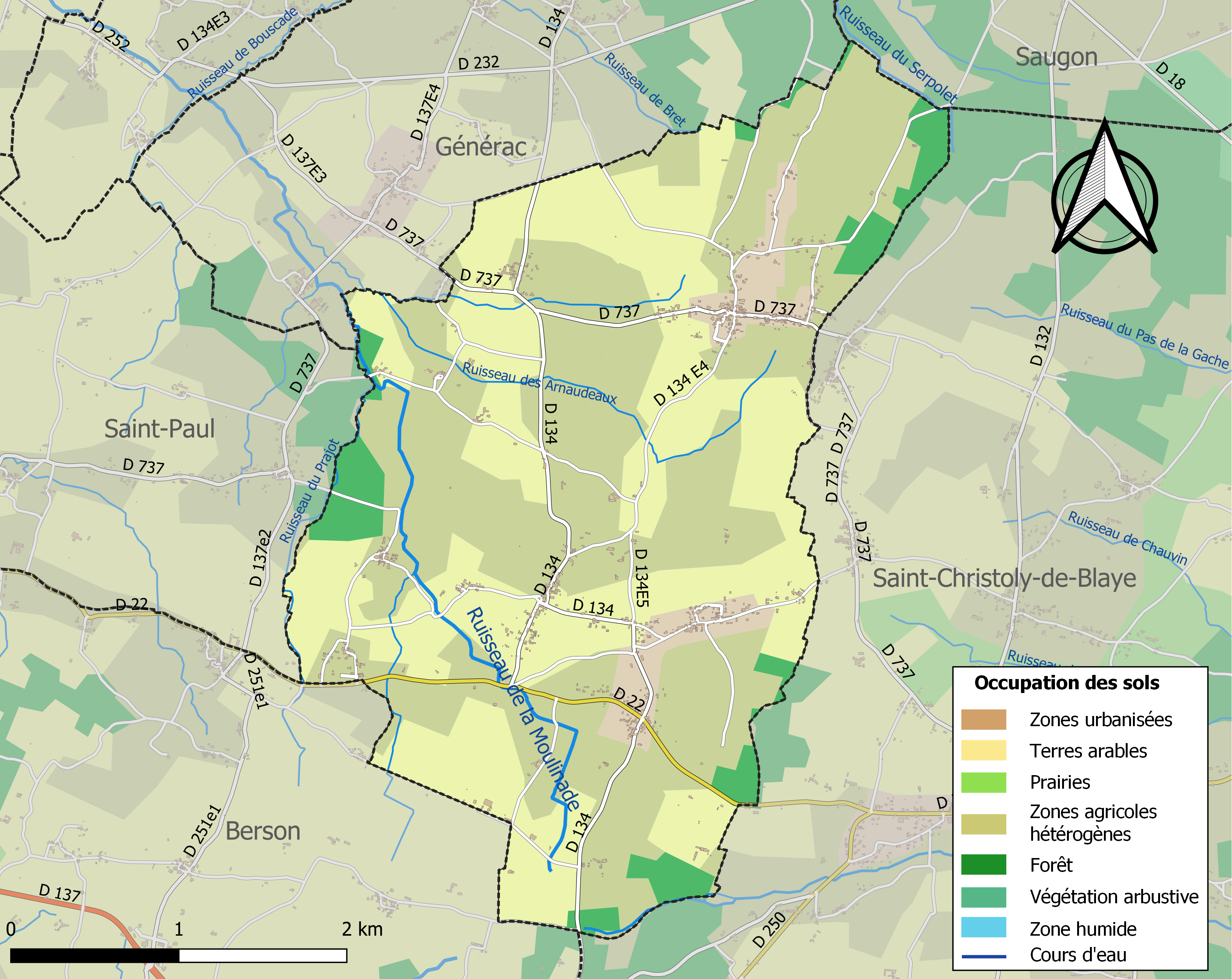
Carte des infrastructures et de l'occupation des sols de la commune en 2018 (CLC).

L'occupation des sols de la commune, telle qu'elle ressort de la base de données européenne d’occupation biophysique des sols Corine Land Cover (CLC), est marquée par l'importance des territoires agricoles (88,7 % en 2018), en diminution par rapport à 1990 (94,1 %). La répartition détaillée en 2018 est la suivante : 
zones agricoles hétérogènes (50,5 %), cultures permanentes (38,2 %), forêts (6,1 %), zones urbanisées (5,2 %). L'évolution de l’occupation des sols de la commune et de ses infrastructures peut être observée sur les différentes représentations cartographiques du territoire : la carte de Cassini (XVIIIe siècle), la carte d'état-major (1820-1866) et les cartes ou photos aériennes de l'IGN pour la période actuelle (1950 à aujourd'hui).

### Risques majeurs
Le territoire de la commune de Saint-Girons-d'Aiguevives est vulnérable à différents aléas naturels : météorologiques (tempête, orage, neige, grand froid, canicule ou sécheresse) et séisme (sismicité faible). Il est également exposé à un risque technologique, le risque nucléaire. Un site publié par le BRGM permet d'évaluer simplement et rapidement les risques d'un bien localisé soit par son adresse soit par le numéro de sa parcelle.

#### Risques naturels

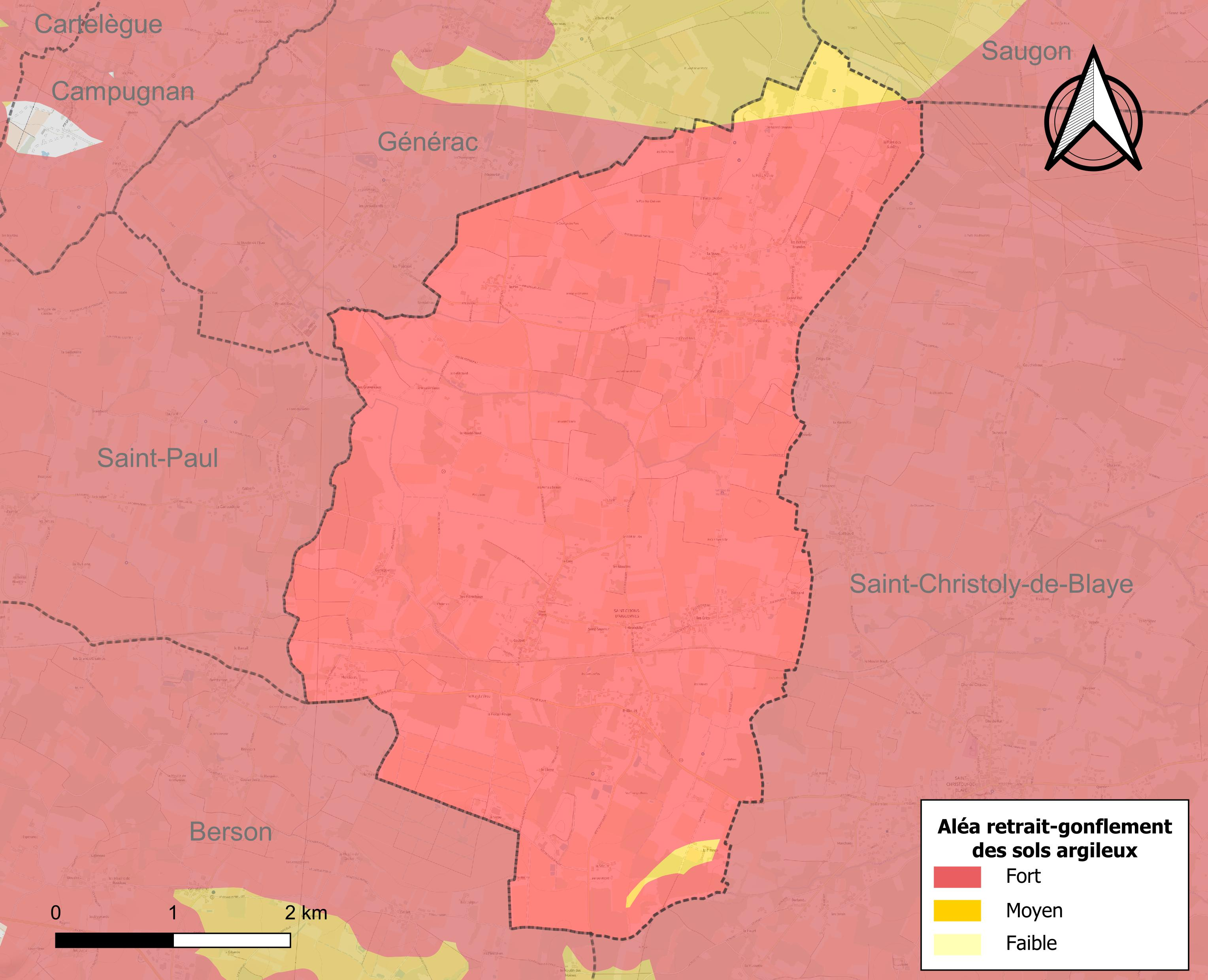
Carte des zones d'aléa retrait-gonflement des sols argileux de Saint-Girons-d'Aiguevives.

Le retrait-gonflement des sols argileux est susceptible d'engendrer des dommages importants aux bâtiments en cas d’alternance de périodes de sécheresse et de pluie. La totalité de la commune est en aléa moyen ou fort (67,4 % au niveau départemental et 48,5 % au niveau national). Sur les 464 bâtiments dénombrés sur la commune en 2019, 464 sont en aléa moyen ou fort, soit 100 %, à comparer aux 84 % au niveau départemental et 54 % au niveau national. Une cartographie de l'exposition du territoire national au retrait gonflement des sols argileux est disponible sur le site du BRGM,.
La commune a été reconnue en état de catastrophe naturelle au titre des dommages causés par les inondations et coulées de boue survenues en 1982, 1988, 1999 et 2009, par la sécheresse en 2003, 2005 et 2011 et par des mouvements de terrain en 1999.

#### Risques technologiques
La commune étant située totalement dans le périmètre du plan particulier d'intervention (PPI) de 20 km autour de la centrale nucléaire du Blayais, elle est exposée au risque nucléaire. En cas d'accident nucléaire, une alerte est donnée par différents médias (sirène, sms, radio, véhicules). Dès l'alerte, les personnes habitant dans le périmètre de 2 km se mettent à l'abri. Les personnes habitant dans le périmètre de 20 km peuvent être amenées, sur ordre du préfet, à évacuer et ingérer des comprimés d’iode stable,,.

## Toponymie
Aiguevives : Aïgue est la forme francisée du terme occitan aiga  [ajgɵ] (aïgo) « eau », issu du latin aqua (comme le français eau, anciennement eve, ewe).

## Politique et administration

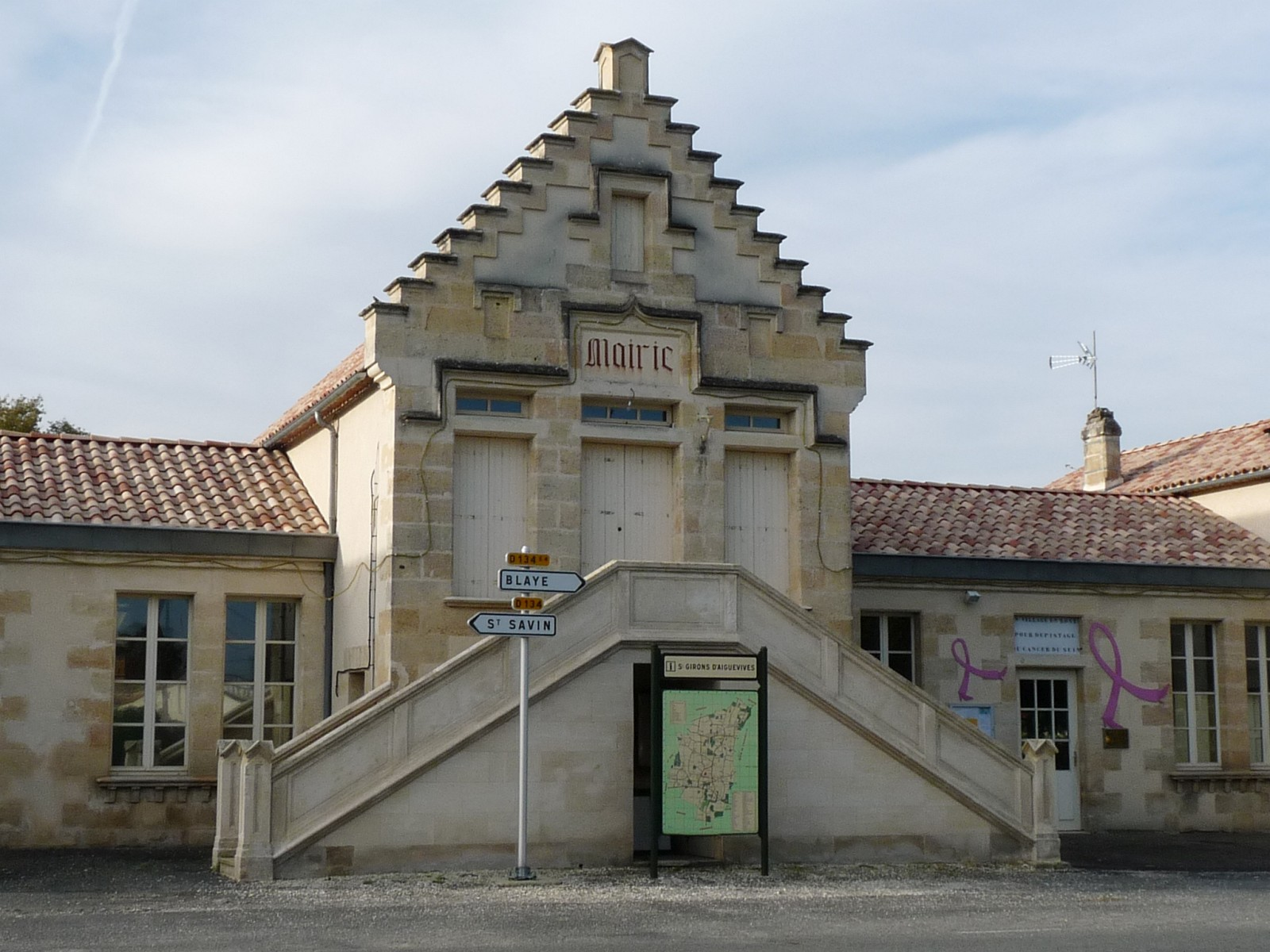
La mairie

| Période                                  | Période   | Identité                     | Étiquette | Qualité                                                 |
| ---------------------------------------- | --------- | ---------------------------- | --------- | ------------------------------------------------------- |
| Les données manquantes sont à compléter. |           |                              |           |                                                         |
|                                          |           |                              |           |                                                         |
| 1905                                     | 1935      | Grégoire dit Marcel Berteaud |           | Propriétaire                                            |
|                                          |           |                              |           |                                                         |
|                                          | 1961      | Céleste Berteaud             | Rad.      | conseiller général du canton de Saint-Savin (1934-1961) |
| 1961                                     | mars 1983 | Raoul Bourdillas             |           |                                                         |
| mars 1983                                | mars 2008 | Yves Meynard                 | DVD       |                                                         |
| mars 2008 (réélu en mai 2020)            | En cours  | Éric Page                    |           | Employé                                                 |

## Démographie
L'évolution du nombre d'habitants est connue à travers les recensements de la population effectués dans la commune depuis 1793. Pour les communes de moins de 10 000 habitants, une enquête de recensement portant sur toute la population est réalisée tous les cinq ans, les populations de référence des années intermédiaires étant quant à elles estimées par interpolation ou extrapolation. Pour la commune, le premier recensement exhaustif entrant dans le cadre du nouveau dispositif a été réalisé en 2006.

En 2022, la commune comptait 966 habitants, en évolution de +0,63 % par rapport à 2016 (Gironde : +6,91 %, France hors Mayotte : +2,11 %).
| 1793 | 1800  | 1806 | 1821 | 1831  | 1836  | 1841  | 1846  | 1851  |
| ---- | ----- | ---- | ---- | ----- | ----- | ----- | ----- | ----- |
| 854  | 1 007 | 904  | 968  | 1 038 | 1 050 | 1 087 | 1 027 | 1 046 |

| 1856  | 1861  | 1866 | 1872  | 1876  | 1881 | 1886 | 1891 | 1896 |
| ----- | ----- | ---- | ----- | ----- | ---- | ---- | ---- | ---- |
| 1 050 | 1 052 | 984  | 1 051 | 1 001 | 968  | 872  | 882  | 933  |

| 1901 | 1906  | 1911 | 1921 | 1926 | 1931 | 1936 | 1946 | 1954 |
| ---- | ----- | ---- | ---- | ---- | ---- | ---- | ---- | ---- |
| 967  | 1 004 | 959  | 856  | 870  | 843  | 830  | 716  | 787  |

| 1962 | 1968 | 1975 | 1982 | 1990 | 1999 | 2006 | 2011 | 2016 |
| ---- | ---- | ---- | ---- | ---- | ---- | ---- | ---- | ---- |
| 722  | 615  | 564  | 640  | 658  | 795  | 910  | 968  | 960  |

| 2021 | 2022 | - | - | - | - | - | - | - |
| ---- | ---- | - | - | - | - | - | - | - |
| 953  | 966  | - | - | - | - | - | - | - |

## Équipements, services et vie locale
La commune possède une école et un bureau de poste.

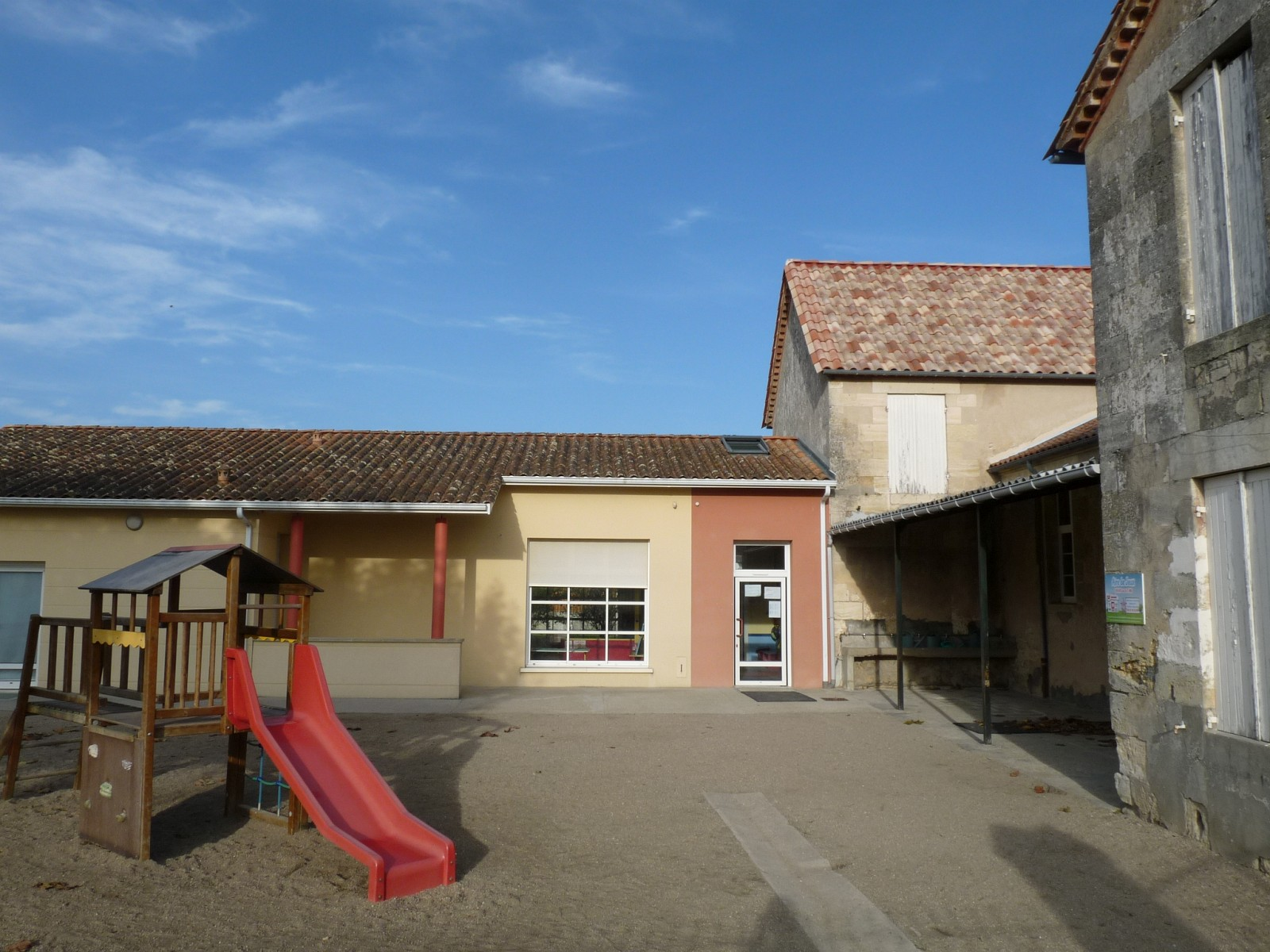
L'école
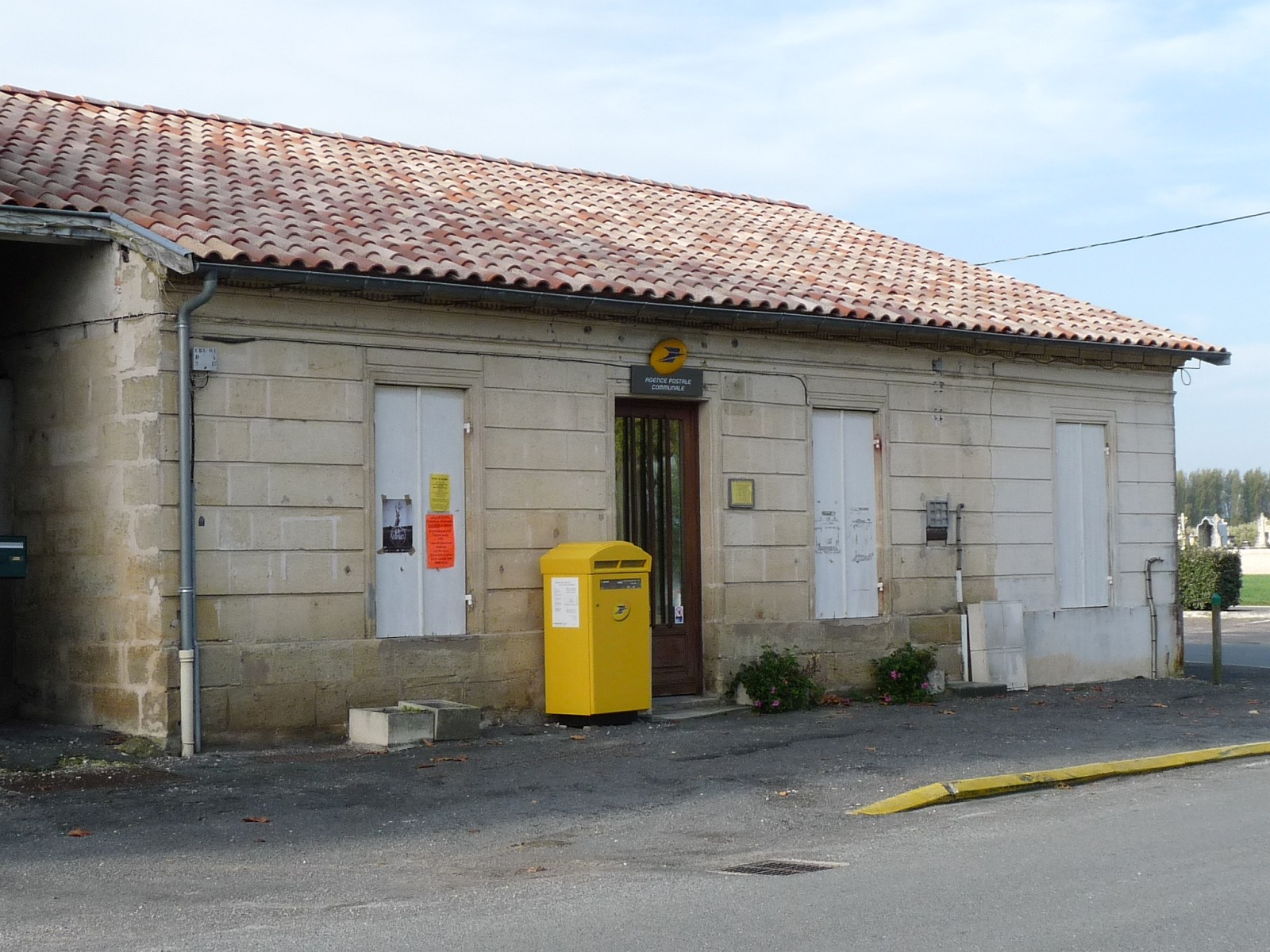
Le bureau de poste

## Lieux et monuments
- L'église paroissiale Saint-Girons est de style néo-gothique. Elle possède un clocher-porche. Sa cloche en bronze date de 1608 et elle est classée monument historique au titre objet depuis 1942[26].
- Une colonne à la Vierge a été érigée devant l'église au XIXe siècle.

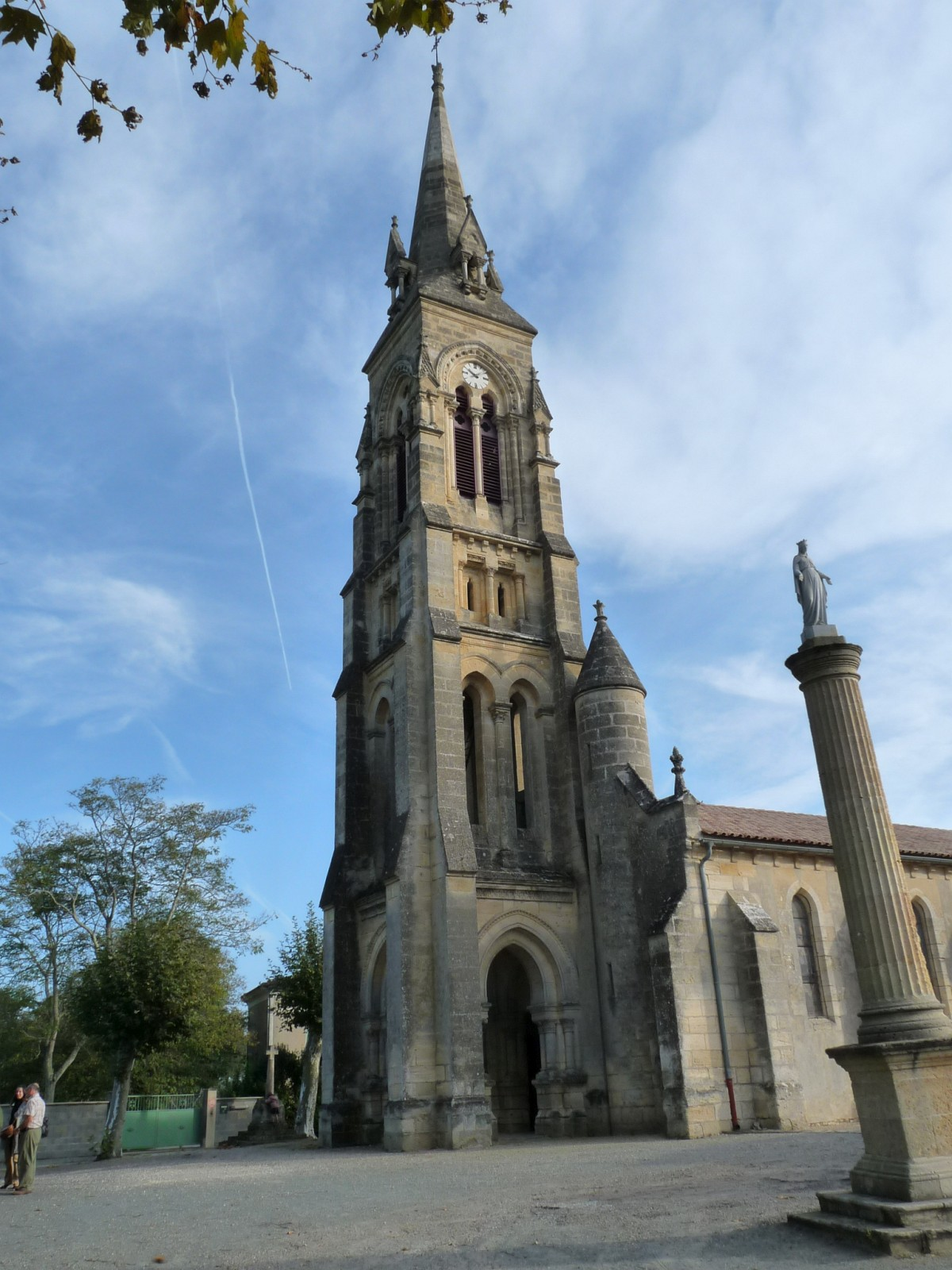
L'église Saint-Girons
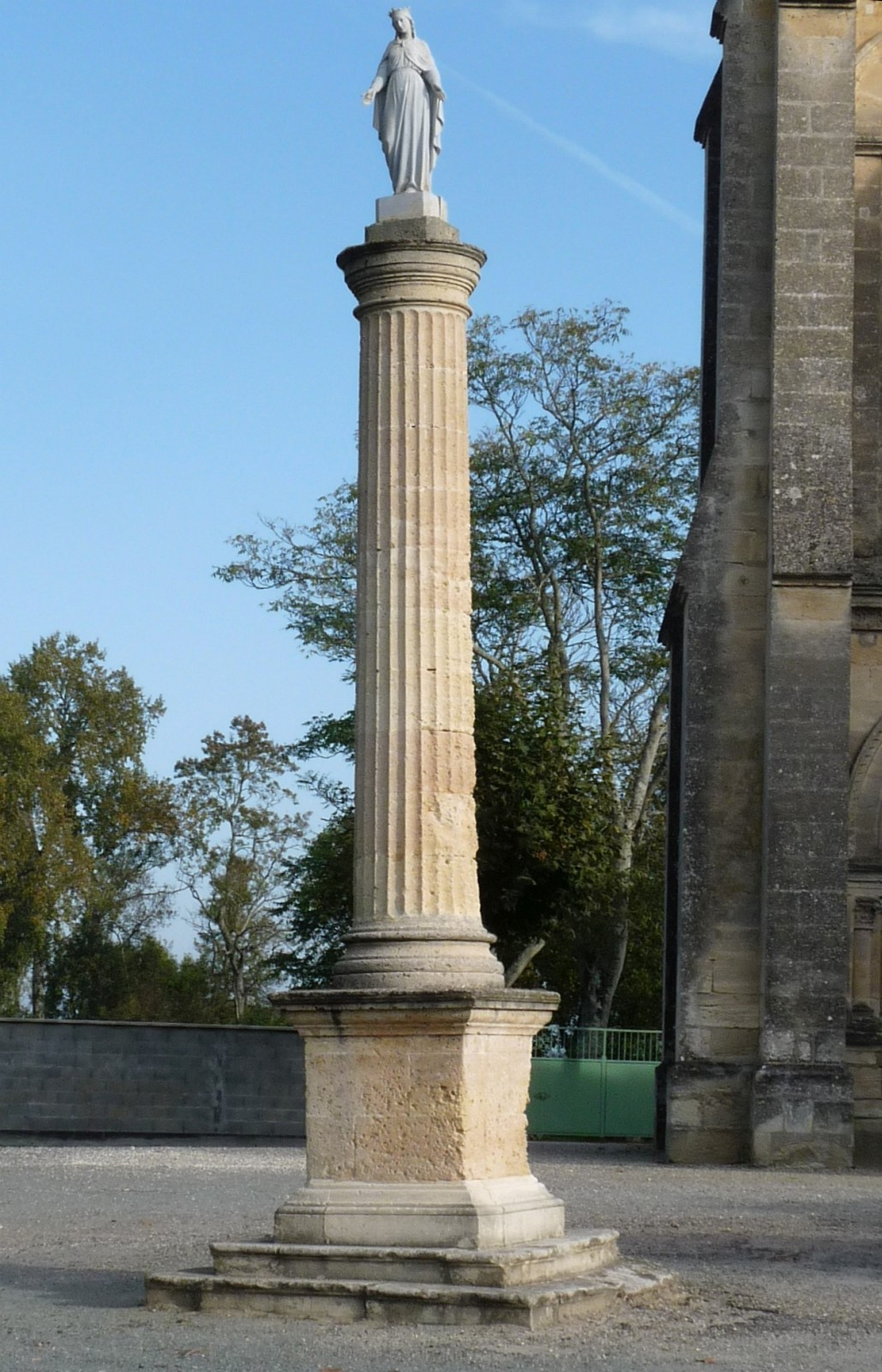
La colonne de la Vierge
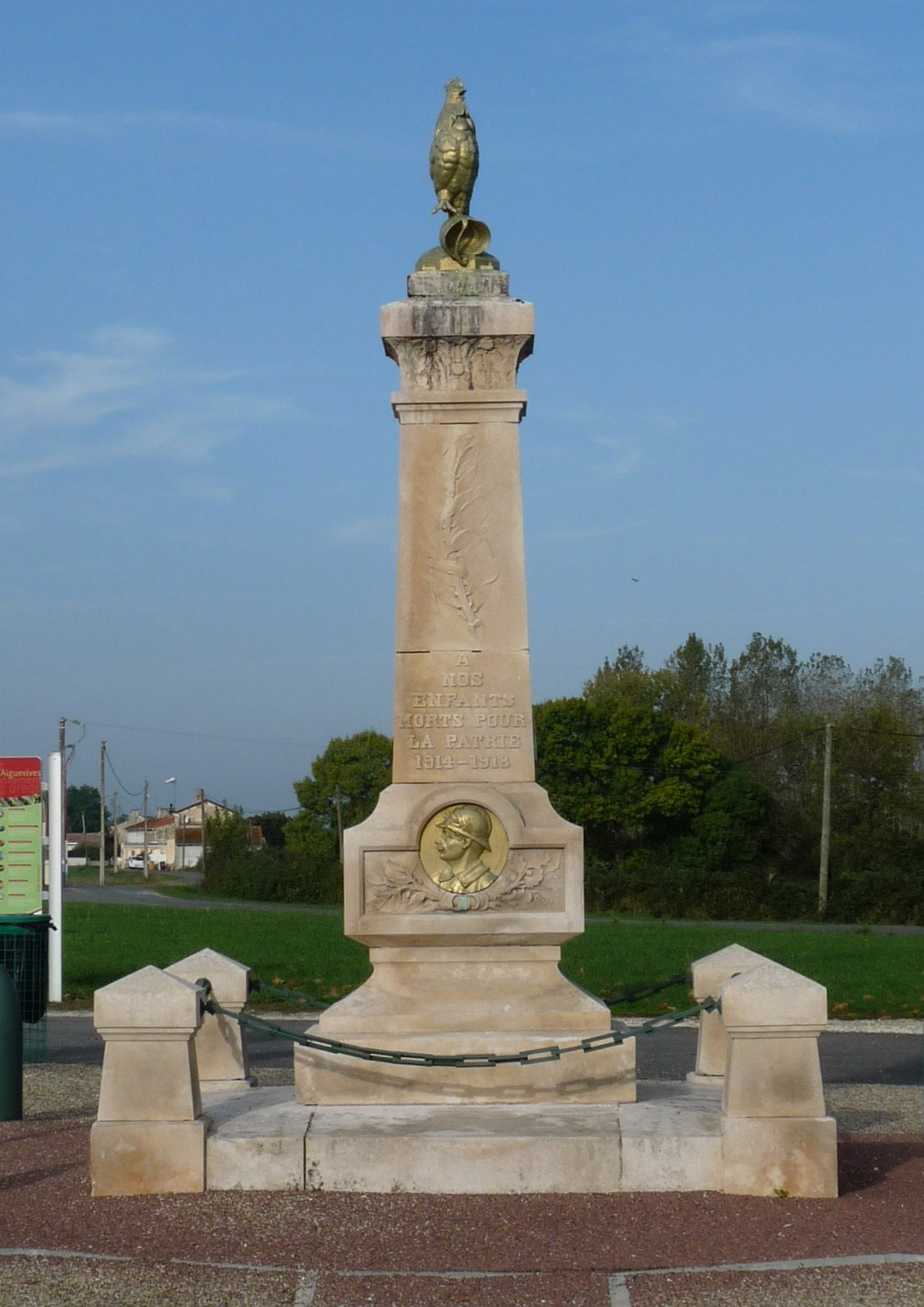
Le monument aux morts